# Jade (Corey Hart)
Jade è l'ottavo  album di Corey Hart pubblicato nel 1998.

## Tracce
1. Let It Fly
2. Without You
3. You & I
4. Break the Chain
5. La-Bas
6. So Visible (Easy to Miss)
7. Jade
8. Reconcile
9. Above the Trees
10. Bittersweet
11. Believing
12. Everytime You Smile

## Formazione
- Corey Hart - voce, tastiera
- Kenny Aronoff - batteria
- John Pierce - basso
- Mike Hehir - chitarra
- Michael Landau - chitarra
- Charles Judge - tastiera
- Randy Kerber - tastiera
- Gerald Albright - sassofonista